# قاعدة الملك عبد العزيز البحرية
قاعدة الملك عبد العزيز البحرية هي قاعدة عسكرية بحرية في المنطقة الشرقية تابعة للأسطول الشرقي بالقوات البحرية الملكية السعودية. تقع على بعد حوالي 7.5 كيلومتر (4.7 ميل) جنوب شرق الجبيل وتبعد 900 متر (0.6 ميل) من شواطئ الخليج العربي.
يوجد في القاعدة مقر قيادة الأسطول الشرقي والأكاديمية البحرية. يتم تعليم المهارات الأساسية في هذه الأكاديمية.
لدى القوات البحرية الملكية السعودية قاعدة بحرية أخرى في جدة في منطقة مكة المكرمة باسم قاعدة الملك فيصل البحرية. توجد كلية الملك فهد البحرية في هذه القاعدة.